# Kaaskop
Een kaaskop is van oudsher een houten, komvormige kaasvorm waarin een bolvormige Edammer kaas wordt geperst. In de bodem zijn gaatjes geboord waardoor de wei kan afvloeien. De kaaskop wordt afgesloten met een ronde (eikenhouten) deksel, de volger genoemd, waarna het geheel onder de pers wordt geplaatst die het vocht uit de wrongel drukt.
Er wordt bij kaaskoppen wel onderscheid gemaakt tussen makers en zetters. De maker is dan de vorm waarin de kaas wordt geperst, de zetter de vorm waarin de kaas na het persen te zouten wordt gezet.

## Figuurlijk gebruik
In overdrachtelijke zin wordt het woord gebruikt voor een rond menselijk hoofd en bij uitbreiding als een pejoratieve term voor een domkop, vooral door Belgen en Zuid-Limburgers als een spotnaam (locofaulisme) voor Hollanders (Nederlanders). In Duitsland is Kaaskopp gebruikelijk als een spotnaam voor Nederlanders. Tegenwoordig wordt de term kaaskop ook vaak als een geuzennaam gebruikt. Het laat zien dat Nederlanders trots zijn op hun geschiedenis en cultuur. Inwoners van de plaatsen Alkmaar en Gouda hebben 'kaaskoppen' als bijnaam vanwege de aanwezigheid van een kaasmarkt. Alkmaar heeft deze bijnaam verwerkt tot een jaarlijks evenement, 'Kaeskoppenstad' genoemd, waarin de nadagen van het Alkmaars ontzet van 1573 wordt geënsceneerd.